# 斯里蘭卡鐵路S9型柴聯車
斯里蘭卡鐵路S9型柴聯車是斯里蘭卡鐵路使用的柴聯車。 

## 历史
本型車由中国南方机车车辆集团公司建造，于2000年引入斯里兰卡。这是斯里兰卡铁路使用的第一種柴油-电聯車 。  

## 設計
每編組由四辆三等（TC）旅客车厢，一辆驾驶车和一輛動力客車組成 。 每節車廂长度是65英尺（19.81）   。 

## 營運
本型車使用於斯里兰卡的幹线（範圍上至Rambukkana），沿海线，Puttlam线和北方线上；並未使用於凯拉尼山谷线中。